# Carnival Radiance
Carnival Radiance (precedentemente Carnival Victory) è una nave da crociera della Carnival Cruise Lines facente parte della “ex-Destiny” class. Nel 2020 è entrata presso il cantiere Navantia di Cadice, in Spagna, per un progetto di ammodernamento del costo di 200 milioni di dollari USA per renderla di nuovo identica alle sue ex-gemelle dell’attuale classe Sunshine uscendo dal bacino di Puerto Real il 2 ottobre 2021 col nuovo nome Carnival Radiance, salpando infine per Freeport il 16 ottobre successivo.

## Costruzione
Costruita come Carnival Victory dalla Fincantieri presso il suo cantiere navale a Monfalcone, nel Friuli-Venezia Giulia.
È stata varata il 31 dicembre 1998, è stata successivamente battezzata da Mary Frank, la moglie di Howard Frank, l'allora vicepresidente di Carnival Cruise Lines. Al momento del varo, era una delle più grandi navi da crociera dell'epoca.

## Ambienti pubblici
- Caribbean Lounge
- Seventh Sea Bar
- Atlantic Dining Room
- Pacific Dining Room
- Indian Library
- Ionian Room
- Adriatic Lounge
- Black & Red Seas
- Irish Sea Bar
- Club Arctic
- Coral Sea Cafe
- Trident Bar
- South China Sea Club
- Aegean Bar
- Mediterranean Restaurant

## Porto di armamento
Miami, Florida, USA.

## Navi gemelle
- Carnival Sunshine
- Carnival Sunrise
- Costa Fortuna
- Costa Magica